# Nous irons à Paris (film, 1950)
Pour les articles homonymes, voir Nous irons à Paris.
Pour plus de détails, voir Fiche technique et Distribution.
Nous irons à Paris est un film français sorti en 1950, réalisé par Jean Boyer. Le film raconte l'histoire de trois animateurs de Radio X, une radio amateur clandestine.

## Synopsis
Bienvenue sur le territoire de la joie au grand air. Cette bande de copains plaque tout et se lance sur les routes. A l’aide d’un émetteur clandestin, tous clament les gammes de la liberté d’être ici aujourd’hui et ailleurs demain. Ils sont jeunes, ils chantent, ils sont heureux.
L’audience de Radio X monte à chaque émission. Les oreilles raffolent de ces chansons entraînantes interprétées à la dérobée en pleine nature au gré des ambiances rencontrées. Chaque soir la chronique du franc parler de Maman Terrine est savoureuse de spontanéité. Ses pastiches de publicité tapant à bras raccourcis sur « La gaine Lotus » (car un des membres de l'équipe règle ainsi ses comptes avec son futur beau père) ont aussi un rôle dans son succès.
Le succès s’accroît, Ray Ventura et ses collégiens interviennent, s’intègrent dans l’équipe. Henri Salvador et les Peters Sisters sont parachutés et exécutent un numéro de music hall improvisé. George Raft et Martine Carol apparaissent quelques instants dans leurs propres rôles. 
Radio X devient célèbre, les autorités d’abord intransigeantes s’assouplissent. Une dimension paramétrée par le bonheur de chanter, de danser, de capturer l’espace, d’en faire un allié, de propager des ondes positives dans un pays qui se reconstruit. 
Oublier les contraintes de l’autre monde, sortir d’un environnement terne, bousculer les procédures ancestrales d’intégrations. Ne pas craindre pour le lendemain, se lâcher en pleine nature par le rythme : tout est ici d’avant-garde et annonce les bouleversements libertaires des années 60, jusqu'au directeur des gaines Lotus qui, après avoir fulminé contre cette radio, s'aperçoit avec étonnement que tout ce bruit fait autour de sa marque augmente en fin de compte ses ventes : il en profite alors pour sortir toute une nouvelle gamme aux noms s'inspirant de cette (contre-)publicité.
L’aventure est sur la route au hasard des rencontres toujours amicales. Une initiation merveilleuse rurale et champêtre. Cette France profonde de l'immédiate après-guerre est scannée au plus près par un parisianisme non prétentieux. 
Tout le monde s’aime, improvise dans la bonne humeur de propos toujours respectueux.

## Phrases représentatives
- « Ici Radio X, poste clandestin »

- « Cette émission vous était offerte par la gaine Lotus, la gaine qui écrase le plexus, la gaine la plus chère qui écrase les chairs »

- « Nous attendons à nouveau une vedette, chers auditeurs, mais il s'agit malheureusement d'une vedette de la police fluviale qui se dirige vers nous »

- "O combien de marins, combien de capitaines, qui sont partis joyeux sur la Marne et la Seine..."

## Fiche technique
- Titre : Nous irons à Paris
- Réalisation : Jean Boyer
- Scénario : Franz Tanzler, Jean Boyer
- Dialogue : Serge Veber
- Assistants réalisateur : Jean Bastia, Robert Guez
- Images : Charles Suin
- Opérateur : Walter Wottitz, assisté de Jean Castagnier et Chotel
- Décors : Raymond Nègre, assisté de Sonois, Girard et Lauze
- Son : Antoine Petitjean, assisté de Girbal et Ancessi
- Musique : Paul Misraki (éditions : Impéria Paris)
- Paroles des chansons : André Hornez
- Chansons de Ray Ventura enregistrées sur disque Polydor
- Montage : Fanchette Mazin, assistée de A. Lalande
- Régisseur : André Guillot
- Script-girl : Cécilia Malbois
- Photographe de plateau : Robert Joffres
- Maquillage : Jean Ulysse, Gauthier et Lina Gallet
- Maison de production : Hoche Production
- Production : Jean Darvey
- Secrétaire de production : Yvonne Bénézech
- Tournage dans les studios de Saint-Maurice Franstudio
- Laboratoire G.T.C (Carducci - Joinville - Nice - Saint Maurice)
- Système sonore : Western Electric
- Distribution : Les Films Corona
- Genre : comédie
- Durée : 93 minutes
- Sortie : 8 février 1950
- Visa d'exploitation : 9.150

## Distribution
- Philippe Lemaire : Jacques Lambert, le chanteur amoureux de Micheline[2]
- Henri Génès : Julien, le garçon de courses de la radio
- Christian Duvaleix : Paul Chardon, compositeur
- Françoise Arnoul : Micheline Grosbois, la fille de l'industriel
- Maryse Martin : Maman Terrine, la fermière
- Fred Pasquali : M. Grosbois, l'industriel de la gaine Lotus
- Max Elloy : Honorin, le garde-champêtre
- Georges Lannes : Le directeur de la radio
- Nicolas Amato : Le gendarme qui chante
- Georges Baconnet : Père Auguste, le maire du village
- Charles Bouillaud : Un gendarme
- Henry Charrett : Un gendarme
- Marcel Charvey : le directeur des ventes de M. Grosbois
- Robert Destain : Le fiancé "officiel" de Micheline
- Albert Duvaleix : Le commissaire de police
- Max Dejean : Un inspecteur de la brigade fluviale
- Simone Gerbier
- Lucien Guervil : L'adjudant de gendarmerie
- Jean Hébey : Le secrétaire
- Jeanne Longuet
- René Sauvaire
- Jacques Vertan
- Henri Vilbert : Le brigadier de gendarmerie
- Charles Verstraete : L'accordéoniste de l'orchestre
- Ray Ventura, Martine Carol, George Raft, Henri Salvador, les Peters Sisters, Monsieur Champagne dans leur propre rôle
- Marcel Méral